# Sébastien Vaillant
Sébastien Vaillant, francoski zdravnik, kirurg in botanik, * 26. maj 1669, Vigny (departma Val-d'Oise), Francija, † 20. maj 1722, Pariz.
Bil je sin revnega kmeta, ki pa je imel za sina večje načrte. Že kot otrok je spremljal lokalnega duhovnika, g. Subtila, na botanične ekskurzije. Pri enajstih je postal organist v benediktinskem samostanu. Študiral je medicino v bolnišnici v mestu Pontoise (danes eno od predmestij Pariza) in služil najprej v Rouenu, nato pa v Parizu. V tamkajšnjem botaničnem vrtu je leta 1691 pričel študirati botaniko pod mentorstvom Josepha Pittona de Tourneforta, po njegovi smrti pa je dobil mesto profesorja in nižjega demonstratorja.
Zadolžen je bil tudi za opremljanje botaničnega vrta, pri čemer je uvedel novost v Franciji, uporabo toplih gred za gojenje toploljubnih rastlin. Leta 1716 je bil imenovan za člana francoske akademije znanosti (Académie des sciences). Svoje glavno delo, Botanicon Parisiense (ali Dénombrement par ordre alphabétique des plantes qui se développent aux environs de Paris) (Pariške rastline ali Abecedni seznam rastlin, ki rastejo okoli Pariza), je pisal 36 let, vendar je bil ob končanju preveč reven in bolehen, da bi ga izdal, zato je to nalogo prepustil nizozemskemu humanistu Hermanu Boerhaaveju. Ta je Botanicon Parisiense s svojimi ilustracijami izdal leta 1727.
Poleg Botanicon Parisiense, ki je bil prvi popoln popis poznane flore nekega območja, je bistveno prispeval tudi k znanju o razmnoževanju rastlin; v botaniko je denimo uvedel izraze za prašnik, ovarij in ovul ter opisoval analogije z razmnoževanjem živali.
Bil je vztrajen nasprotnik idej svojega mentorja Tourneforta, ta pa je kljub temu po njem poimenoval rastlino Vailantia, ki jo je kasneje Linné opisal kot rod Vaillantia iz družine broščevk (Rubiaceae).